# جیمز لاو (افسر کمپانی هند شرقی)
جیمز لاو (انگلیسی: James Low); (زادهٔ ۴ آوریل ۱۷۹۱- فوت ۱۸۵۲) افسر نظامی اسکاتلندی در کمپانی هند شرقی بریتانیا بود که به خاطر نوشته‌هایش ذر مورد زبان تای و فرهنگ و هنر شبه جزیره مالایی شناخته شده بود.

## زندگی و شغل
لاو در تاریخ ۴ آوریل ۱۷۹۱ در کینگزکتل (Kingskettle) فایف، در خانواده الکساندر لاو و همسرش آن تامپسون به دنیا آمد.